# Raffinazione degli oli vegetali

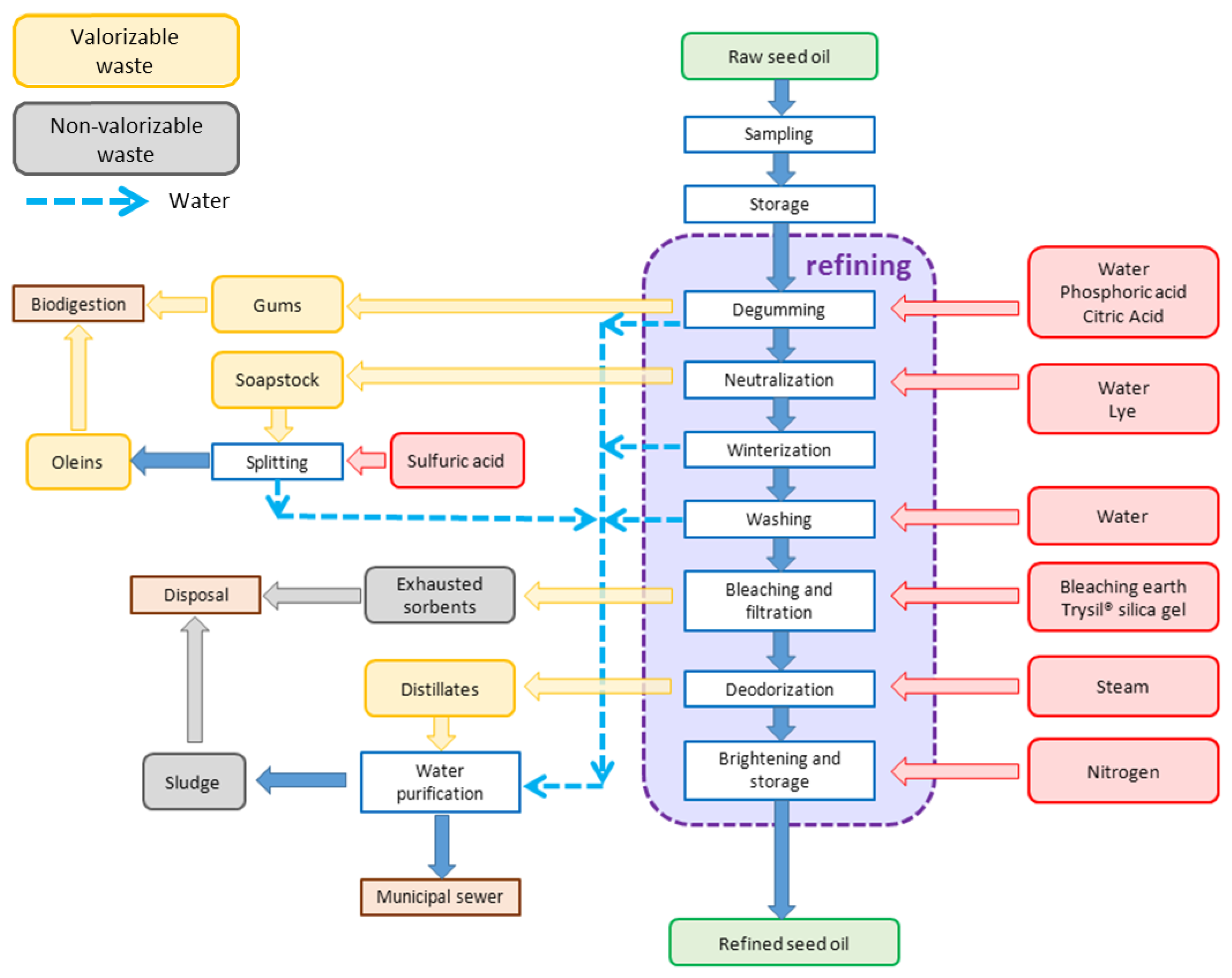
Schema generale a blocchi del processo di raffinazione degli oli commestibili

Per raffinazione degli oli vegetali si intende un insieme di processi o trattamenti necessari per trasformare un olio grezzo in olio commestibile.
L'olio vegetale grezzo, ottenuto dai semi per spremitura o tramite estrazione con solvente, contiene acidi grassi liberi e altri componenti come fosfolipidi, cere, perossidi, aldeidi e chetoni contribuiscono ad un cattivo sapore, odore e aspetto; per questi motivi tutti gli oli sono parzialmente raffinati.

## Processi

### Degommazione
L'olio vegetale contiene lecitine, fosfolipidi, fosfatidi e metalli; che sono generalmente chiamati, per l'aspetto gomme mucillaginose o semplicemente gomme. Il processo di eliminazione delle gomme è chiamato degommazione.
Queste gomme sono emulsionanti naturali, in grado di provocare un aumento della viscosità il quale è un parametro importante per il prodotto finale. A causa di questo problema fisico è importante eseguire questa fase di purificazione prima dello sbiancamento, poiché l'elevata viscosità potrebbe creare difficoltà durante la filtrazione. A seconda della fonte dell'olio, queste sostanze sono più o meno comuni.  Questo non è un passaggio obbligato, dipende molto dal valore delle lecitine della fonte e dalla concentrazione delle gomme nell'olio grezzo. Ad esempio, questo passaggio è più comune nella soia e nella colza, che contengono molte più sostanze gengivali, che nell'olio di girasole . Per questo motivo, vengono sviluppati diversi processi di degommazione.

#### Degommazione acida
Questo processo è generalmente utilizzato quando è presente un basso contenuto di gomma, come nell'olio di cocco e palma. All'olio grezzo viene miscelata una soluzione di acido citrico, in modo da coordinare metalli e fospolipidi. Dopodiché, solitamente, la miscela viene inviata direttamente al trattamento di decolorazione.

#### Degommazione leggera
In questo processo l'olio grezzo viene trattato con una soluzione acquosa di agente chelante. Analogamente al trattamento precedente, la soluzione coordina i metalli ei fospolipidi, tuttavia l'agente chelante utilizzato, come l'EDTA, è in grado di rimuovere più del 90% del contenuto di fosforo in matrice come l'olio di colza.

#### Degommazione totale
È il processo tradizionale in cui l'olio grezzo viene trattato con acqua acida, e poi trattato con una base, o in questa fase che durante o durante neutralizzazione.

#### Membrane
In questo processo si utilizza la capacità di formare micelle delle gomme, per separarle utilizzando un processo simile all'ultrafiltrazione . Con questo processo è possibile separare non solo le gomme, ma anche le altre impurità per limitare ulteriori processi dell'olio e ridurre scarti ed energia per purificarlo. Tuttavia, per formare le micelle è richiesto l'uso dell'esano, e nei processi in cui è possibile evitarlo, il flusso è davvero basso, quindi non è fattibile su scala industriale.

#### Degommazione enzimatica
In questo processo all'olio grezzo vengono aggiunti enzimi in grado di idrolizzare i fosfolipidi. Con questo metodo è possibile evitare l'uso di basi o acidi ad alta temperatura. Tuttavia, il costo degli enzimi e i diversi metodi di separazione sono un grosso svantaggio di questo processo.

### Neutralizzazione
La neutralizzazione consiste nella rimozione degli acidi grassi liberi, che derivano dalla parziale e naturale idrolisi enzimatica naturale dei trigliceridi.
Questo viene fatto o mediante stripping a vapore nel caso di acido grasso corto come nell'olio di palma o di cocco . Altrimenti viene aumentato il pH aggiungendo una soluzione diluita di Sodio idrossido o Calce (materiale) . L'acido grasso viene così trasformato in sapone, che viene estratto dalla fase basica acquosa da un secondo trattamento con acqua calda a 65-90 °C.
Il sottoprodotto di questo passaggio chiamato soapstock .

#### Processi alternativi
Al fine di ridurre al minimo il soapstock, l'energia e la base utilizzate nel processo sono stati provati diverse alternative per migliorare il processo. Il membrane degumming già riduce il contenuto di acidi grassi liberi. Un'altra tecnologia alternativa ha valutato l'esterificazione dell'acido grasso libero con glicerolo al fine di riottenere olio vegetale, sia con catalisi metallica o tramite l'uso di microrganismi . Tuttavia, tutti i tentativi sono risultati meno convenienti rispetto al processo di neutralizzazione originario.

### Winterizzazione o deceratura
La winterizzazione (o deceratura) è un processo in cui l'olio viene separato da cere, tocoferoli e fosfolipidi residui, che potrebbero provocare problemi di torbidità dell'olio se rimangono presenti nel prodotto finale. Generalmente l'olio a temperatura ambiente viene leggermente agitato mentre si raffredda lentamente, in modo da cristallizzare tutte le sostanze con alta temperatura di fusione . I solidi vengono quindi separati mediante decantazione, filtrazione, centrifugazione o mediante altre tecnica solida liquida.
Poiché la cristallizzazione è un processo difficile e l'olio naturale non è una fonte omogenea, sono state sviluppate diverse varianti, in cui vengono utilizzate diverse temperature, tempi di permanenza e presenza o introduzione di tensioattivi, fospolipidi o solventi organici per ottimizzare la separazione.

### Sbiancamento o filtrazione
L'olio grezzo contiene vari pigmenti come clorofille, carotenoidi, xantofille ecc., che possono causare problemi con i successivi trattamenti o possono colorare il prodotto finale durante la conservazione. Lo scopo di questo processo è rimuoverli utilizzando le Argilla smectica, dette anche terre di filtrazione, le quali sono una classe di argille acide in grado di assorbire i pigmenti dell'olio e metalli. Questo processo può essere eseguito dopo o prima della winterizzazione.
L'olio viene miscelato con questa terra, in rapporto di circa 0,2-2% in peso, quindi si applica il vuoto e la sospensione viene riscaldata a 70-140 °C sia per migliorare sia la decomposizione dei perossidi di acido grasso che l'assorbimento dei pigmenti. Successivamente, l'olio viene fatto passare attraverso un filtropressa . È anche possibile trattare l'olio con la silice per migliorare la purificazione e la rimozione dei metalli. 

### Deodorizzazione
Una delle ultime fasi della raffinazione l'olio viene strippato con vapore ad alta temperatura per rimuovere tutti i pessimi odori e aromi rimanenti nell'olio. Questo passaggio rimuove gli acidi grassi residui, gli steroli e altre sostanze insaponificabili. Solitamente viene utilizzato vapore a 270 °C, ma è possibile applicare temperature inferiori se l'olio ha un basso contenuto di odore e se viene applicato il vuoto. Nessuno studio attuale sta sviluppando processi alternativi.

### Brillantatura
Come ultimo passaggio prima della conservazione viene eseguita un'altra filtrazione, simile a quella eseguita sul vino . Questo viene fatto per rimuovere le impurezze residue nell'olio e per regolare l'aspetto finale dell'olio.

## Valorizzazione dei rifiuti

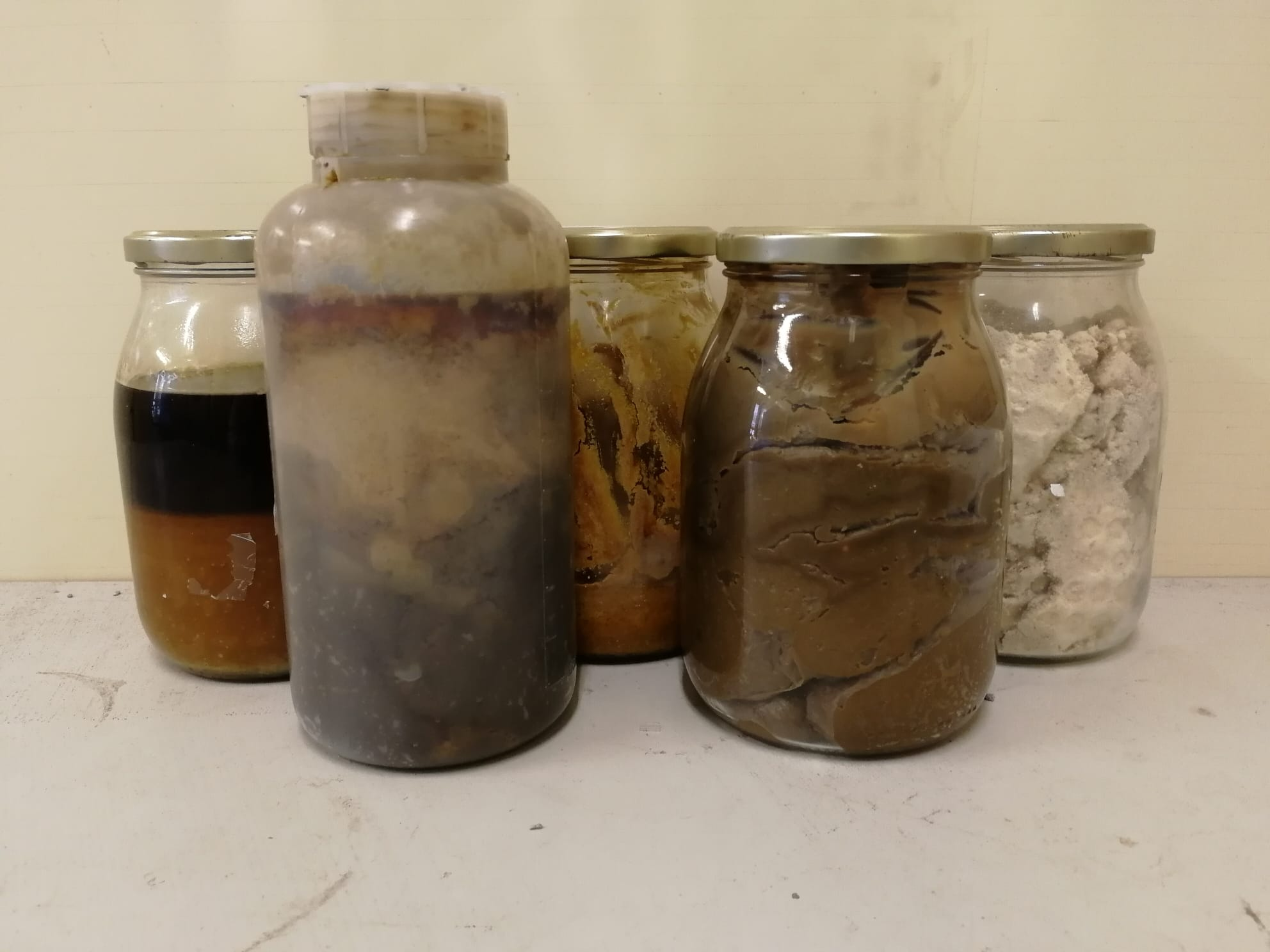
Soapstock e terre esauste da processo di raffinazione oli vegetali, Politecninco di Milano, 2022

Nell'ultimo decennio, con l'avanzare della chimica organica e della catalisi enzimatica, metalorganica e organica, è stato possibile non solo migliorare il processo, ma anche recuperare parte dei rifiuti in ottica attuare un'economia circolare e sviluppare nuove reazioni chimiche per la Bioraffineria .

### Gomme
Le gomme provenienti dal processo di degommazione vengono solitamente purificate e utilizzate come emulsionanti . Se le lecitine non sono pregiate possono essere smaltite in un processo di biodigestione. Recentemente un nuovo processo enzimatico ha mostrato che è possibile ottenere acido fosfatidico da questi rifiuti.

### Soapstock
Il sopastock derivante dalle fasi di neutralizzazione e contiene acqua alcalina, sali alcalini degli acidi grassi, tri-, di- e monogliceridi residui e altri componenti minori. Rappresenta il 6% del volume della massa originale. Solitamente viene neutralizzato, separato per ottenere oleine e biodigerito per produrre energia. Recentemente l'acido oleico proveniente da questo scarto è stato impiegato per sintetizzare l'acido pelargonico . In un'altra applicazione è stato possibile utilizzare l'acido linoleico per sintetizzare l'acido 10-idrossi- stearico, che è una molecola interessante per l'industria alimentare, utilizzando un probiotico Lacticaseibacillus rhamnosus .

### Terre di filtrazione esauste
Le terre esauste è il sottoprodotto del processo di blenching. Sono costituiti dalla terra e dall'olio residuo, che rappresentano il 30-40% in peso dello scarto. Questi rifiuti sono considerati pericolosi, perché possono autocombustire. A causa di questo rischio, in genere questi rifiuti vengono smaltiti in discarica.
Tuttavia, questo rappresenta un problema ambientale. Si è quindi tentato sia di rigenerare la terrasia di riutilizzare l'olio residuo per la sintesi del biodiesel .

### Winterization oil cake
I rifiuti solidi provenienti dalla winterizzazione sono spesso chiamati Winterization oil cake o semplicemente filter cake poiché sono degli agglomerati compatti provenienti dal filtropressa. Sono costituiti per il 50-60% da olio, e da cere per il resto. Nell'olio di girasole, ad esempio, la composizione delle cere varia da C36 a C60.
Questo scarto viene solitamente smaltito. Tuttavia, è stato recentemente dimostrato che le cere possono essere fermentate allo stato solido utilizzando Starmerella bombicola in combinazione con altre fonti di zucchero, come la melassa di barbabietola, e può essere sfruttata per produrre tensioattivo .